# Bringing Up Father
Bringing Up Father (Pafúncio e Marocas, no Brasil) é uma tira de quadrinhos estadounidense criada pelo cartunista George McManus, com início da publicação em 1913. Distribuído pelo King Features Syndicate, durou 87 anos, de 2 de janeiro de 1913 a 28 de maio de 2000.
Em inglês, a tira foi mais tarde intitulada Jiggs e Maggie (ou Maggie e Jiggs), em referência aos seus dois personagens principais. Segundo McManus, ele introduziu esses mesmos personagens em outras tiras em novembro de 1911.
A arte de MacManus era bem superior a dos outros desenhistas da época e sua tira foi a primeira produzida nos EUA a ser conhecida internacionalmente.[carece de fontes?]

## Personagens e história
A tira contava as aventuras do imigrante irlandês Jiggs nos EUA, que ganha uma fortuna numa corrida de cavalos. Ele e sua esposa tentam entrar para a alta sociedade, mas Jiggs continua com seus velhos hábitos, como beber em bares com os amigos. Sua esposa é esnobe e tenta afastá-lo dessas antigas manias. Ele usa bem deselegantemente um fraque e uma cartola.
O nome do casal em inglês era Maggie and Jiggs. Eles tinham um filha chamada Nora.

## Desenvolvimento
McManus teria se inspirado na comédia musical chamada The Rising Generation, estrelada por  William Gill e vista por ele quando garoto, na Grand Opera House em St. Louis, Missouri.
Depois da morte de McManus em 1954, seu assistente Zeke Zekley adotou o nome de Vernon Greene quando o substituiu. Hal Campagna substituiu Greene em 1965 e Frank Johnson assumiu em 1980. A tira foi publicada até o ano 2000, durando 87 anos.
Em 1995, ganhou um selo de correio comemorativo (US postage stamps).

## Adaptações
- Pafúncio e Marocas é apontado como a inspiração dos personagens humorísticos da TV brasileira Epitáfio e Santinha, os protagonistas de um quadro criado pelo artista Renato Corte Real em 1961 e relançado nos anos 90 no programa Zorra Total, com Rogério Cardoso e Nair Belo (que participou da primeira série).[carece de fontes?]